# Saint-Pierre-de-Chignac
Saint-Pierre-de-Chignac è un comune francese di 813 abitanti situato nel dipartimento della Dordogna nella regione della Nuova Aquitania.

## Società

### Evoluzione demografica
Abitanti censiti